# Europska agencija za zrakoplovnu sigurnost
Europska agencija za zrakoplovnu sigurnost (Eng.: EASA, European Aviation Safety Agency) je agencija Europske unije sa sjedištem u Kölnu.  Agencija ima posebne regulatorne i izvršne zadatke u oblasti sigurnosti civilnog zrakoplovstva. Osnovana je 28. rujna 2003. godine a svoju potpunu funkcionalnost dostigla je preuzimanjem funkcija JAA (Eng.: Joint Aviation Authorities)u 2008. Udio u radu agencije imaju i zemlje Europske slobodne trgovinske zone
Agencija je nadležno za: 
- savjetovanje Europske unije u izradi nacrta novog zakonodavstva;
- provedbu i nadzor sigurnosnih pravila, uključujući provjere u državama članicama;
- certifikaciju tipova zrakoplova i njegovih komponenti, kao i davanje ovlasti organizacijama uključenim u projektiranje, izradu i održavanje zrakoplovnih proizvoda;
- izdavanje odobrenja operatorima u zemljama izvan EU;
- analize i istraživanja u području sigurnosti.

Kao dijelu Jedinstvenog europskog neba-II agenciji su zadani dodatni zadatci koji se trebaju provesti prije 2013. godine.